# Alexander Fjodorowitsch Schischkin
Alexander Fjodorowitsch Schischkin (russisch Александр Фёдорович Ши́шкин; * 23. Dezember 1902 in Bubrowo; † 6. November 1977) war ein kommunistischer Moralphilosoph und Professor.

## Werdegang
Von 1921 bis 1926 studierte Schischkin am Leningrader Kommunistischen Institut der Politaufklärung. Danach arbeitete er dort bis Herbst 1932 als Lehrkraft. Gleichzeitig machte er von 1928 bis 1932 eine Aspirantur am Leningrader Institut der wissenschaftlichen Pädagogik. Seit 1928 war Schischkin Mitglied der Kommunistischen Partei der Sowjetunion. Im Herbst 1932 wurde er zum Leiter des Instituts für Pädagogik in Wologda ernannt, wo er auch den Lehrstuhl für Philosophie innehatte. Im März 1937 wurde Schischkin zum Stellvertretenden Leiter der Hochschulverwaltung im Volkskommissariat für Bildungswesen ernannt. Gleichzeitig unterrichtete er am Pädagogischen Institut der Oblast Moskau. Von 1949 bis 1974 leitete Schischkin den Lehrstuhl Philosophie am Staatlichen Moskauer Institut für Internationale Beziehungen. 1954 promovierte er zum Doktor der Philosophie. 1963 wurde ihm der Ehrentitel „Verdienter Wissenschaftler der RSFSR“ verliehen.

## Werke
- Педагогические идеи Канта (Kants pädagogische Ideen). In: Советская педагогика. 1938. № 7
- Теория воспитания Дени Дидро (Diderots Erziehungstheorie). In: Советская педагогика. 1938. № 10
- О сущности теории естественного воспитания Ж.-Ж.Руссо (Über das Wesen der natürlichen Erziehung des Jean-Jacques Rousseau). In: Советская педагогика. 1939. № 7
- Die bürgerliche Moral, Waffe der imperialistischen Reaktion. Übersetzt von Leon Nebenzahl. Dietz, Berlin 1952
- Основы коммунистической морали. Moskau 1955
  - Die Grundlagen der kommunistischen Moral. Übersetzt von Ullrich Kuhirt. Berlin 1958
- The basic principles of morals in Soviet society. In: Transactions of the third World congress of sociology. v. 6. Amsterdam 1956
- Contemporary philosophy and social revolution.In: Proc. 32th Indian philosophical congress. Srinagar 1957
- Из истории этических учений. (Aus der Geschichte der Ethiklehren). Moskau 1959
- De la question des valeurs morales In: Atti del XII Congresso Internationale di Filosofia, 12–18 Settembre, 1958. v. 3. Firenze 1960
- Основы марксистской этики. Moskau 1961
  - Grundlagen der marxistischen Ethik. Für die deutsche Ausgabe vom Autor durchges. u. erg. Hrsg. von Reinhold Miller. 2. Aufl. Dietz, Berlin 1965
- О предмете этики как науки (Über den Gegenstand der Ethik als Wissenschaft). In: Вопросы философии. 1964. №1
- Об этике ученого (Über die Ethik des Wissenschaftlers). In: Вопросы философии. 1966. №2
- XX век и моральные ценности человечества. (mit K. A. Schwazman, Der XX. Jahrhundert und moralische Werte der Menschheit). Moskau 1968
- Марксистская концепция человека и современный натурализм в этике (Marxistische Konzepte des Menschen und der gegenwärtige Naturalismus in der Ethik). In: Вопросы философии. 1977. №7
- О нравственных ценностях в современном мире (Über sittliche Werte in der modernen Welt). In: Вопросы философии. 1977. №11
- История и нравственность (Geschichte und Sittlichkeit). In: Вопросы философии. 1978. №4
- Человеческая природа и нравственность. Историко-критический очерк. (Die menschliche Natur und Sittlichkeit. Historisch-kritisches Essay). Moskau 1979